# طغرل افشار
طغرل افشار (۱۵ فروردین ۱۳۱۲ تهران – ۲۸ مرداد ۱۳۳۵ بابلسر) از نخستین پیشگامان نقد سینمایی در ایران و بانی برگزاری اولین جشنواره فیلم در ایران بوده‌است. او از معدود منتقدان آن دوره بود که درک و تصور درستی از مقوله سینما داشت. نقدهای او در آن زمان چیزی فراتر از نوشتن دربارهٔ داستان فیلم‌ها و دادن اطلاعات دربارهٔ هنرپیشه‌هاست.

## زندگی‌نامه
طغرل افشار در ۱۵ فروردین ۱۳۱۲ در تهران به دنیا آمد. او فرزند جلال افشار گیاه‌پزشک و پژوهشگر و استاد دانشکده کشاورزی و بهجت‌الزمان (ثریا) اسفندیاری خواهر نیما یوشیج بود و پس از جدایی پدر و مادرش تا زمان مرگ با مادر زندگی می‌کرد.
افشار از ۱۳۲۷ به صورت جسته و گریخته به نوشتن دربارهٔ سینما و نقد فیلم پرداخت. در همان زمان به نوشتن گزارش و نوشته‌های ورزشی برای مطبوعات نیز می‌پرداخت. قلم صریح و نقدهای جانانه او علیه ابتذال در سینما او را به نخستین منتقد جدی سینما در ایران تبدیل کرد. وی کار نقد فیلم را به‌طور مستمر از شماره ششم مجله دوهفته‌نامه پیک سینما در ۱۸ آبان ۱۳۳۱ آغاز کرد و در فرودین ۱۳۳۳ نخستین جنگ سینمایی را با نام در کمان رنگین سینما منتشر نمود. افشار یکی از پایه‌گذاران جشنواره فیلم در ایران بود.
طغرل افشار در ۲۸ مرداد ۱۳۳۵ در سن بیست و سه سالگی حین شنا در دریای بابلسر غرق شد. او زمان مرگ به تحصیل در رشته حقوق در دانشگاه اشتغال داشت. روی سنگ قبرش نوشته شده‌است: «در اینجا طغرل افشار اولین منتقد سینما در ایران روان آرام و نجیبش را به خاک کشیده‌است.»افشار تا زمان مرگش مرتباً به نوشتن می‌پرداخت.

## اولین جشنواره سینمایی

خبر درگذشت طغرل افشار، روزنامه اطلاعات، مرداد ۱۳۳۵

بنا بر روایت مستندات موجود، اولین بار این طغرل افشار بود که در سال ۱۳۲۹، زمانی که مدت کوتاهی از فعالیت مطبوعاتی‌اش می‌گذشت، جشنواره کوچکی در سینما کریستال خیابان لاله‌زار نو در تهران برپا کرد که طی سه سال بعد، دو دوره دیگر این جشنواره نیز برگزار شد. پیش از آن تاریخ تنها چند هفته فیلم از یک کشور خاص در ایران ترتیب یافته‌بود. در روزهای ۵ و ۶ تیر ۱۳۳۳ همزمان با انتشار مجله پیک سینما چهارمین جشنواره فیلم به تلاش او برگزار شد و در آن فیلم‌هایی از ۹ کشور به همراه سخنرانی هوشنگ کاووسی و خود افشار به نمایش درآمد.
این برای سینمای نوپای آن زمان که تولیداتش ابتدایی و اندک و آثاری تجربی با تکیه بر آزمون و خطا در عرصه فیلمسازی داشت حرکتی در خور توجه قلمداد می‌شد.

## بازیگری در سینما
افشار در سال ۱۳۳۲ در فیلم بی‌پناه به کارگردانی گرجی عبادیا (احمد فهمی) بازی کرد. فیلم به زندگی جوانی می‌پردازد که در کودکی پدرش را گم کرده‌است. جوان دختری را در روستا فریب می‌دهد و به شهر فرار می‌کند. دختر فریب‌خورده به زنان بدکاره شهر می‌پیوندد. پسر درگیر ماجرایی تبهکارانه می‌شود و کارش به دادگاه می‌کشد. دادستان او را محکوم می‌کند و در نهایت درمی‌یابد که جوان مجرم کسی نیست جز فرزندش.
به نظر می‌رسد افشار برای گرفتن حس یک فیلم در آن دهه و فهم بهتر پروسه فیلم‌سازی برای بازی در این فیلم پیشقدم شد. آنچنان که بعدها از بازی در فیلم پشیمان شد و سرخورده از کار خود نوشت: «خواستم فساد و ابتذال پست پرده فیلم‌فارسی را از نزدیک ببینم و بشناسم.»

## مجموعه نقدهای سینمایی
او در نقد فیلم تحت تأثیر نگرش بلینسکی منتقد انقلابی روسیه بود و مانند او معتقد بود ادبیات وسیله‌ای‌ست برای پر کردن شکاف موجود بین اندیشمندان و توده مردم و بر نکات اخلاقی و اجتماعی تأکید داشت. طغرل افشار در ۷ آبان ۱۳۳۲ همراه منتقدان دیگری همچون فرهاد فروهی، هوشنگ کاووسی و محسن موحد (نویسنده اطلاعات) بیانیه‌ای را علیه برخی تماشاچیان امضاء کردند. این بیانیه در محکومیت رفتار تماشاگران خشمگینی منتشر شده بود که هنگام نمایش فیلم رودخانه اثر ژان رنوار در تهران دست به واکنش‌های تند و عصبی زده بودند. واکنش تماشاگران به قدری شدید بود که منجر به توقیف فیلم شد و به همین دلیل منتقدان و نویسندگان سینمایی را واداشت در اعتراض به این حرکت بیانیه‌ای منتشر کنند.
از دیگر فعالیتهای افشار در زمینه نقد فیلم می‌توان به انتشار مجله دوهفته‌نامه پیک سینما اشاره کرد. دوره یازده شماره‌ای پیک سینما در سال ۱۳۳۳ به صاحب امتیازی حمید رهنما و مسئولیت طغرل افشار نگاهی انتقادی به سینما، به‌خصوص سینمای فیلم‌فارسی داشت که در آن زمان در حال شکل‌گیری بود. او همچنین کتابی با عنوان در کمان رنگین سینما در فروردین ۱۳۳۳ منتشر کرد که مجموعه‌ای‌ست از نقدهای سینمایی او.
افشار در نقدی در مجله در کمان رنگین سینما تحت عنوان سینما در ایران نوشت: «تا کنون که بیش از سی فیلم فارسی بر روی پرده آمده‌است، ما بجز موضوعات یکنواخت و بدون هدف، صحنه‌های مکرر و خسته‌کننده، بازی بی‌حالت هنرپیشگان و حرکات تئاترال آکتورهای تئاتر، صحنه‌های متشابه کاباره و زندان و سرانجام رقص و آواز ایرانی که حتی در فیلم‌های دراماتیک نیز وجود پیدا کرده‌اند چیز دیگری ندیده‌ایم.»

## نامه‌های فراموش‌نشدنی
نامه‌های فراموش‌نشدنی نام کتابی است که طغرل افشار در اردیبهشت ۱۳۳۵ تنها سه ماه قبل از مرگش منتشر کرد. این کتاب در پنجاه صفحه، مجموعه دو داستان بود که به شیوه نامه نگاری نوشته شده بود. او در مقدمه این کتاب می‌نویسد: "شاید تعجب کنید که چگونه یک نویسنده و منتقد سینمایی چنین کتابی انتشار داده‌است، شاید تعجب کنید که چگونه یک منتقد از احساسات شاعرانه و عاشقانه صحبت کرده‌است. شاید هم پیش خود بگوئید که یک قدم به قهقرا رفته‌است… ولی می‌خواهم بدانم آیا با زبان عشق و احساس بهتر نمی‌توان از زندگی و مبارزات اجتماعی گفتگو کرد؟"